# Reg Matthewson
Reginald Matthewson, più conosciuto con il diminutivo Reg Matthewson (Sheffield, 6 agosto 1939 – 29 agosto 2016) è stato un calciatore inglese, di ruolo difensore.

## Biografia
Suo nipote Trevor fu a sua volta un calciatore professionista.

## Carriera
Firma il suo primo contratto professionistico con lo Sheffield Utd, club della sua città natale, nell'estate del 1958, all'età di 19 anni; di fatto esordisce però in prima squadra solamente tre stagioni più tardi, nella stagione 1961-1962, peraltro trascorsa in prima divisione (a differenza del triennio 1958-1961, trascorso integralmente in seconda divisione). Nel corso degli anni '60 gioca con buona regolarità nella formazione titolare delle Blades: tra l'inizio della stagione 1961-1962 ed il febbraio del 1968 gioca infatti 149 partite in prima divisione con il club (ovvero più della metà di quelle giocate dal club stesso in questi anni), mettendovi anche a segno 3 reti.
Nel febbraio del 1968 viene ceduto al Fulham, club di seconda divisione, che al termine della stagione 1968-1969 retrocede poi in terza divisione, categoria in cui Matthewson gioca quindi per un biennio (dal 1969 al 1971) salvo poi trascorrere un ulteriore biennio in seconda divisione sempre con i Cottagers, per complessive 148 presenze ed una rete in partite di campionato con il club londinese. Si trasferisce poi al Chester City, con cui gioca per un triennio in quarta divisione. Chiude la carriera giocando con i semiprofessionisti gallesi del Bangor City.